# Certificado web
Existen diferentes tipos de certificados web que evalúan la seguridad, la accesibilidad, el cumplimiento de estándares de programación o la adecuación a buscadores de los sitios web.

## Tipos de certificado web
Entre los diferentes tipos de certificado existentes, pueden citarse:
- SeguridadVersiSign: VeriSign es una autoridad en certificación SSL (Secure Sockets Layer) que permite realizar comunicaciones, comercio electrónico e interacciones de forma segura en sitios Web, intranets y extranets.
- Qweb: Acrónimo de Quality Web Enterprise Bureau, QWEB.es certifica a los visitantes de un sitio web que éste cumple con todos los requerimientos de calidad de los principales buscadores, algo fundamental para lograr un buen posicionamiento.

- W3C validation service: El servicio de validación de CSS del W3C. Es un software libre creado por el W3C para ayudar a los diseñadores y desarrolladores web a validar hojas de estilo en cascada y documentos (X)HTML

- Confianza Online: Confianza Online es una asociación con el fin de aumentar la confianza de los usuarios en el uso de Internet y los medios digitales.

- Sello de Solvencia:  Certifica la revisión de los principales ficheros de morosidad y solvencia. Certificado Online de Confianza para reflejar la solvencia de la empresa a los clientes, acreedores y proveedores.

- Certificadas.cl: Directorio web Certificadas, dedicado a la indexación de empresas con un correcto nivel de seo y que cumplen los mejores protocolos de navegación y accesibilidad

- Óptima: Optima Web es un sello de calidad enfocado a los portales web de las empresas. Está enmarcado dentro de los distintivos públicos de confianza en línea regulados por la Dirección General de Consumo, a través del INC. Está basado en un código de conducta al que se suscriben las empresas que obtienen el sello.

- Security Guardian: Security Guardian es un servicio en línea que identifica, registra, audita y certifica la seguridad, privacidad y la confianza de las páginas Web con el objetivo de fomentar la confianza online gracias al uso de los sellos de seguridad de Security Guardian.

- Datos: Q5763524